# Martinesd
Martinesd (románul: Mărtinești) falu Romániában, Erdélyben, Hunyad megyében.

## Fekvése
Szászvárostól hét kilométerre délnyugatra, Piskitől tizenhárom kilométerre délkeletre fekszik.

## Nevének eredete
A középkor végén a Nagydenk és Kisdenk nevével párhuzamos Mártondenk nevet viselte. 1405-ben három Denk-ről emlékeznek meg. 1421-ben Marthondenky, 1463-ban Marthondenk, 1508-ban Marthondengh alakban fordul elő. Jelenlegi neve (először románul, 1733-ban: Martinesti) a Martin név román -ești képzővel ellátott alakjából való.

## Története
1421-ben Nagydenkkel és Kisdenkkel együtt román falu volt. A 18. században a Bánffy család birtoka.
1910-ben 418, román anyanyelvű lakosából 278 volt ortodox és 140 görögkatolikus vallású.
2002-ben 209 lakosából 208 volt román nemzetiségű; 175 ortodox és 28 görögkatolikus vallású.

## Jegyzetek

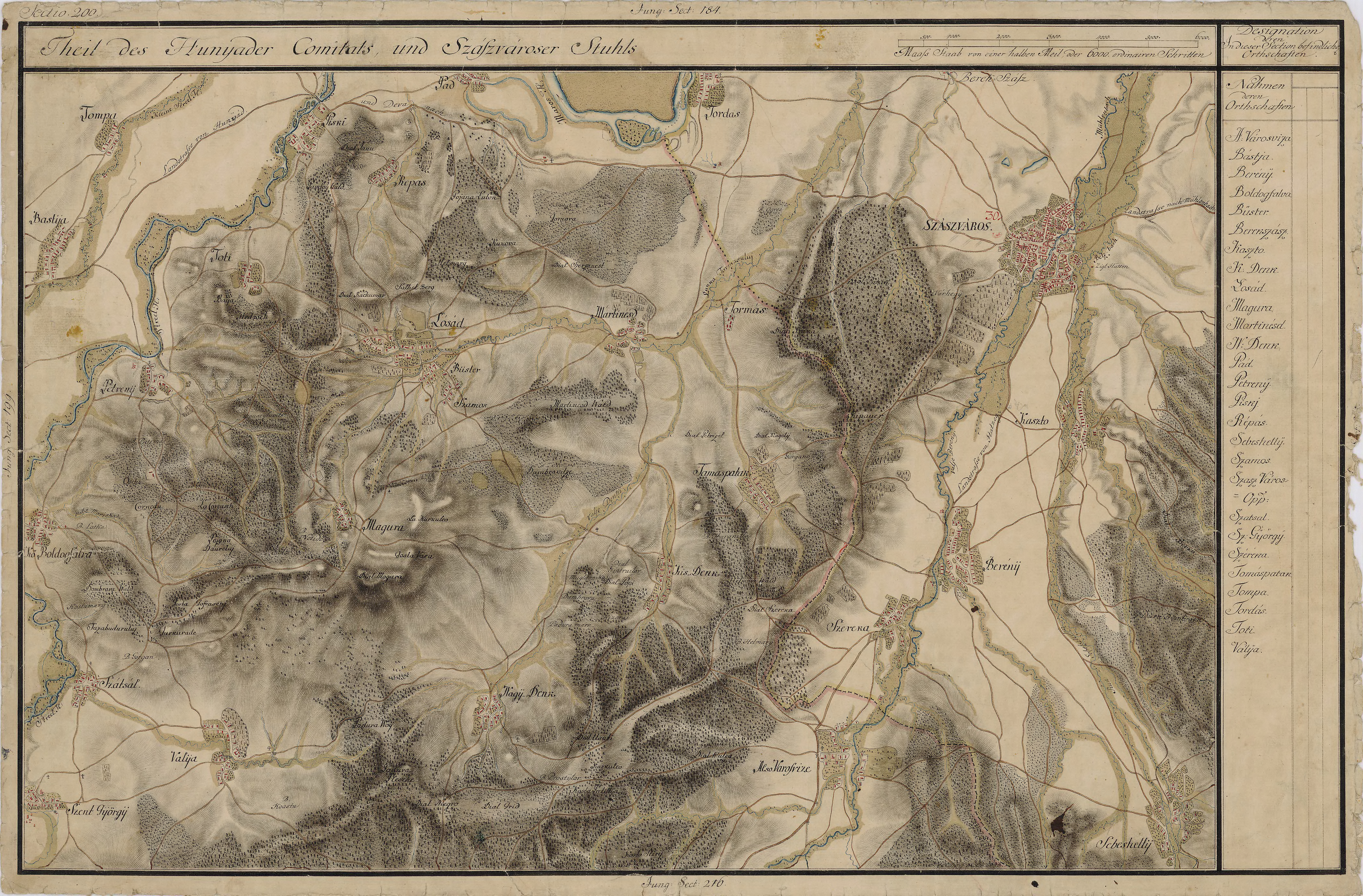
Martinesd környéke 1769–73 táján